# Zaher Midani
Mohamed Zahir Al Ghunaimi Al Midani (in arabo زاهر ميداني‎?; Damasco, 13 aprile 1989) è un calciatore siriano, centrocampista dell'Al-Quwa Al-Jawiya e della Nazionale siriana.

## Caratteristiche tecniche
È un mediano.

## Carriera

### Nazionale
Con la Nazionale siriana ha preso parte alla Coppa d'Asia 2019.

## Statistiche

### Cronologia presenze e reti in nazionale
| Cronologia completa delle presenze e delle reti in nazionale ― Siria | Cronologia completa delle presenze e delle reti in nazionale ― Siria | Cronologia completa delle presenze e delle reti in nazionale ― Siria | Cronologia completa delle presenze e delle reti in nazionale ― Siria | Cronologia completa delle presenze e delle reti in nazionale ― Siria | Cronologia completa delle presenze e delle reti in nazionale ― Siria | Cronologia completa delle presenze e delle reti in nazionale ― Siria | Cronologia completa delle presenze e delle reti in nazionale ― Siria |
| Data                                                                 | Città                                                                | In casa                                                              | Risultato                                                            | Ospiti                                                               | Competizione                                                         | Reti                                                                 | Note                                                                 |
| -------------------------------------------------------------------- | -------------------------------------------------------------------- | -------------------------------------------------------------------- | -------------------------------------------------------------------- | -------------------------------------------------------------------- | -------------------------------------------------------------------- | -------------------------------------------------------------------- | -------------------------------------------------------------------- |
| 06-01-2019                                                           | Sharja                                                               | Siria                                                                | 0 – 0                                                                | Palestina                                                            | Coppa d'Asia 2019 - 1º turno                                         | -                                                                    | 73’                                                                  |
| 15-01-2019                                                           | al-'Ayn                                                              | Australia                                                            | 3 – 2                                                                | Siria                                                                | Coppa d'Asia 2019 - 1º turno                                         | -                                                                    | 83’                                                                  |
| 07-10-2021                                                           | Seul                                                                 | Corea del Sud                                                        | 2 – 1                                                                | Siria                                                                | Qual. Mondiali 2022                                                  | -                                                                    | 63’                                                                  |
| Totale                                                               |                                                                      | Presenze                                                             | 3                                                                    |                                                                      | Reti                                                                 | 0                                                                    |                                                                      |